# Nacer Barazite
Nacer Barazite (àrab: ناصر بيزرتي) (Arnhem, 27 de maig de 1990) és un futbolista neerlandès que actualment juga per l'Austria de Viena.